# دنیس کرازبی
 دنیس کرازبی (انگلیسی: Denise Crosby؛ زادهٔ ۲۴ نوامبر ۱۹۵۷) یک هنرپیشه اهل ایالات متحده آمریکا است.
از فیلم‌ها یا برنامه‌های تلویزیونی که وی در آن نقش داشته است می‌توان به نفرین پلنگ صورتی اشاره کرد.